# Luís Miguel Franco

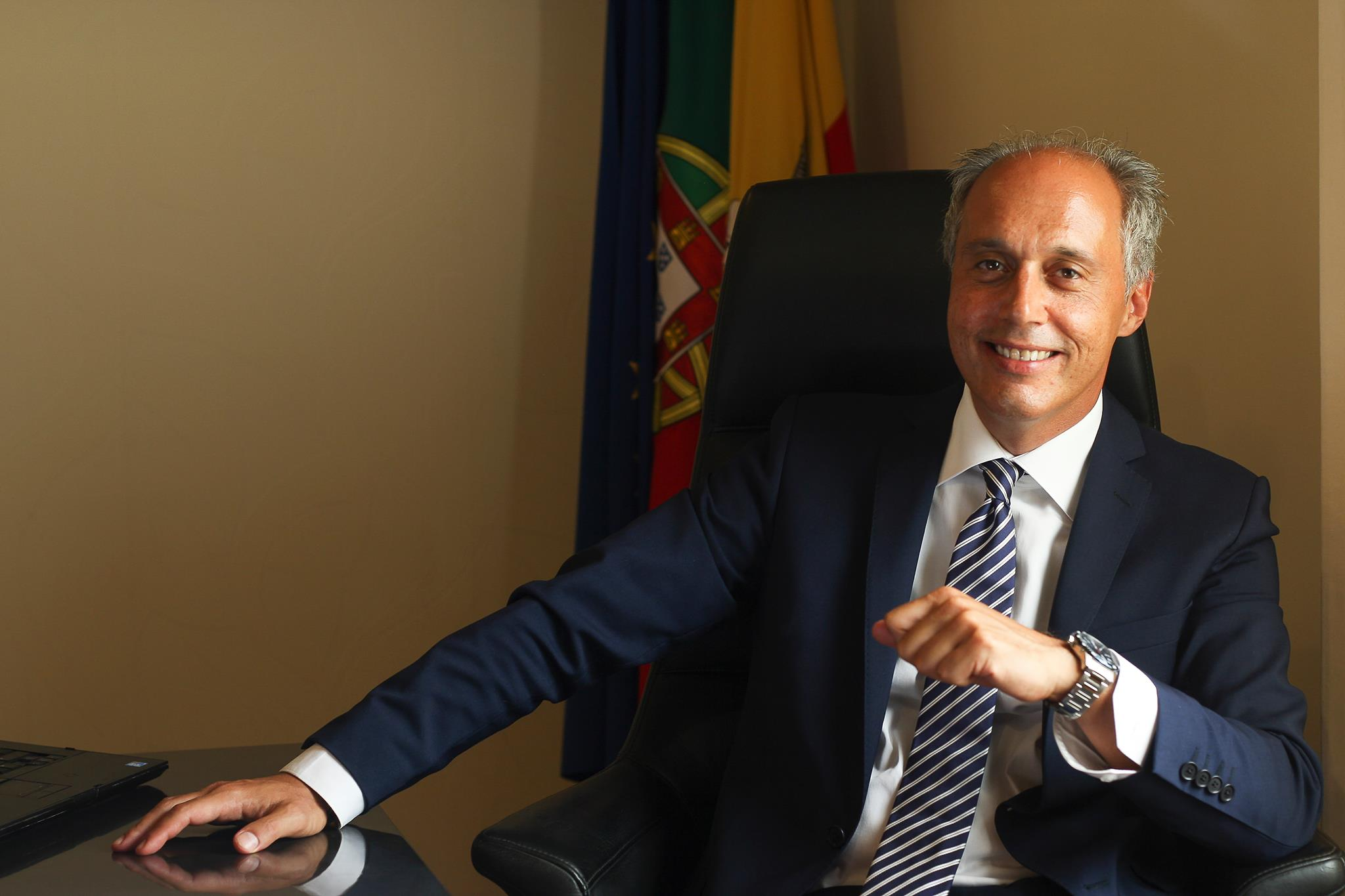
Luís Miguel Franco

## Biografia
Luís Miguel Carraça Franco é um advogado e político português, nascido em 31 de Maio de 1972, no Hospital Dona Estefânia, na Freguesia de S. Jorge de Arroios, Concelho de Lisboa, filho de António Franco e de Ana Maria Vieira Carraça Franco, ambos naturais de Alcochete, concelho do Distrito de Setúbal, assim como os restantes ascendentes paternos e maternos.
Nascido em Lisboa, passou a sua infância, adolescência e primeiros anos da idade adulta no Dafundo, Bairro de São Mateus, Oeiras, localidade escolhida pelos seus pais para residir após o respectivo casamento, porque António Franco, em momento imediatamente posterior ao falecimento de seu pai – avô paterno de Luís Miguel Franco – , em 1954, quando tinha somente oito anos,  juntamente com a sua mãe, Maria de Assunção Rocha e suas irmãs, ter tido a necessidade de mudar a sua residência para Lisboa, na procura de melhores condições e oportunidades, num contexto temporal em que essas condições e oportunidades não existiam em Alcochete.
Apesar do afastamento geográfico, a relação com o Concelho de Alcochete e, em particular, com a Vila de Alcochete manteve-se inevitavelmente vívida e intensa, porquanto, sem prejuízo da relação afectiva relacionada com as suas origens, viviam e residiam nesses concelho e Vila os seus avós maternos, António Carraça e Ana Rita Vieira Carraça, alguns de seus tios e tias e, ainda, os descendentes destes.
Em Agosto de 1994, com vinte e dois anos, Luís Miguel Franco muda-se definitivamente, em termos de residência, para a Vila de Alcochete, tendo os seus pais, alguns anos depois, regressado à terra onde nasceram, conheceram e contraíram matrimónio.
Luís Miguel Franco é licenciado em direito pela Faculdade de Direito da Universidade de Lisboa, está inscrito na Ordem dos Advogados Portugueses e exerce actualmente a sua actividade de advogado, após um interregno de doze anos, que teve por causa subjacente o exercício das funções de Presidente da Câmara Municipal de Alcochete. 

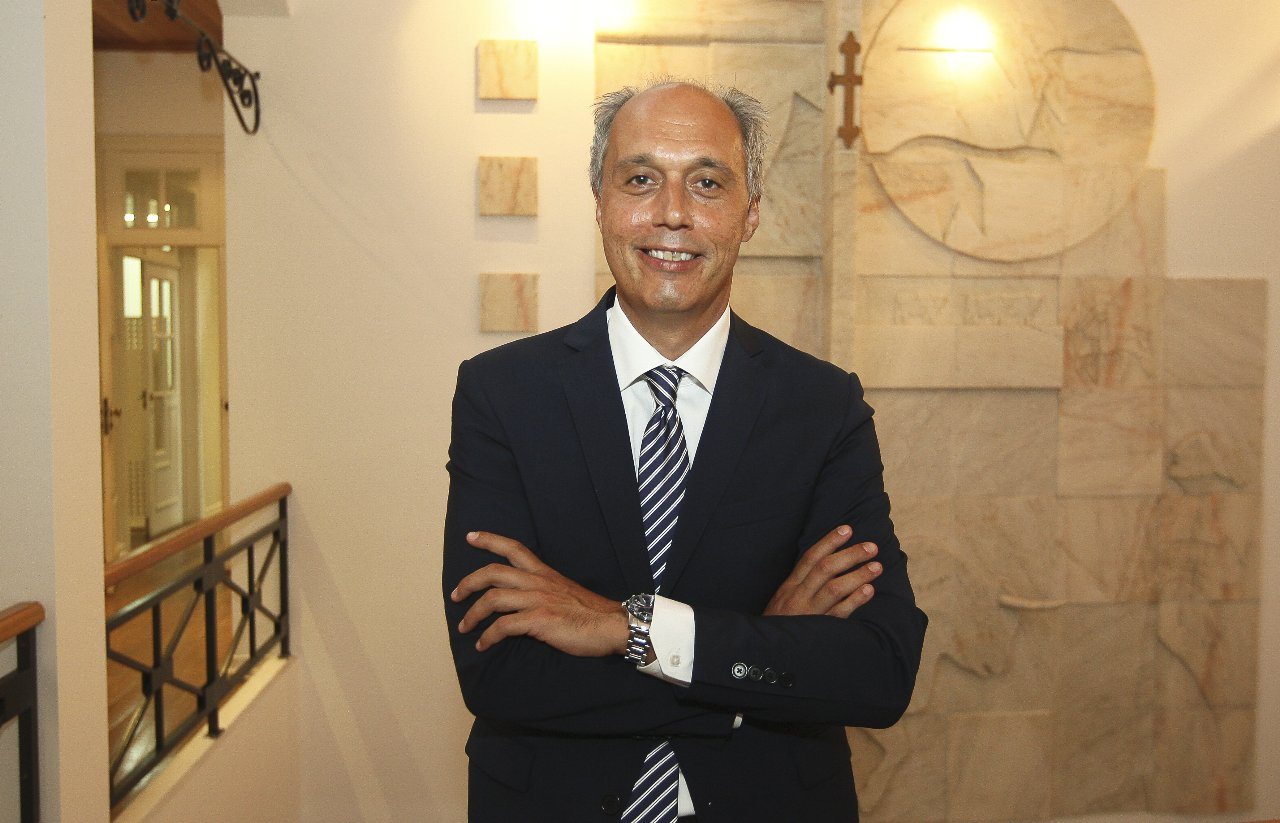
Luís Miguel Franco, Advogado e Presidente da Câmara Municipal de Alcochete desde 31 de Outubro de 2005 e 23 de Outubro de 2017.

### Percurso político

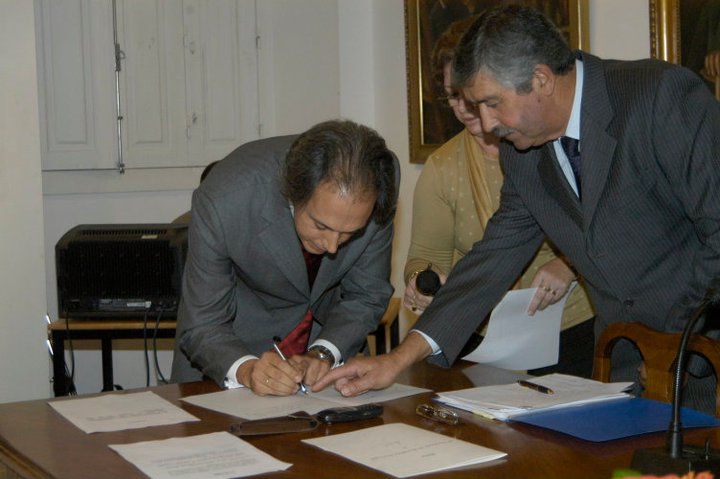
Luís Miguel Franco, em momento imediatamente subsequente ao juramento, assina a acta da tomada de posse e assume, pela primeira vez, a qualidade de Presidente da Câmara Municipal de Alcochete.

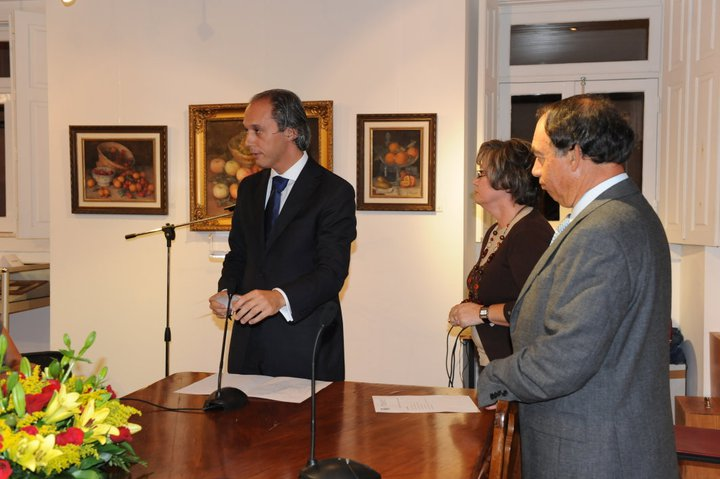
Luís Miguel, reeleito Presidente da Câmara Municipal de Alcochete, no momento solene do juramento que antecede a tomada de posse.

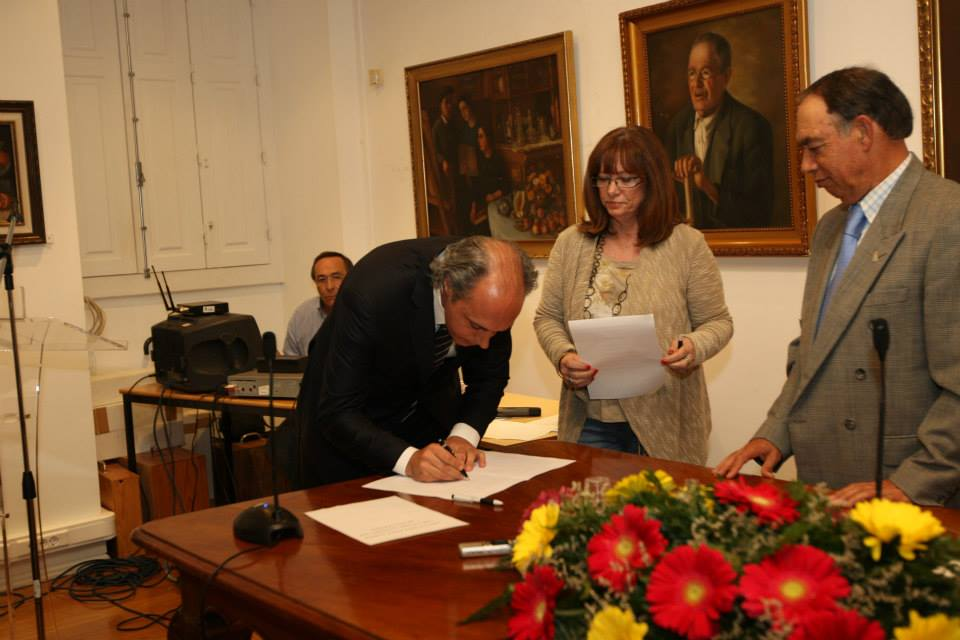
Luís Miguel Franco assina a acta de tomada de posse e assume, em função da reeleição que resultou das eleições autárquicas realizadas em 29 de Setembro de 2013, pela terceira vez consecutiva, as funções de Presidente da Câmara Municipal de Alcochete.

No mandato autárquico que se compreendeu entre Janeiro de 2002 e 31 de Outubro de 2005, Luís Miguel Franco – integrado na lista da Coligação Democrática Unitária (CDU) ao órgão deliberativo do município, tendo sido, inclusivamente, o último candidato da coligação (que se encontrava pela primeira vez na oposição desde 1979) a receber um mandato para esse órgão, como consequência do escrutínio eleitoral – exerceu funções de deputado municipal na Assembleia Municipal de Alcochete, vindo posteriormente, em Janeiro de 2005, com 32 anos, a ser apresentado como candidato da CDU à Presidência da Câmara Municipal de Alcochete, nas eleições autárquicas que se realizariam em 9 de Outubro desse mesmo ano.
No dia 31 de Outubro de 2005 – na sequência do acto eleitoral realizado no dia 9 de Outubro, em que a lista da Coligação Democrática Unitária obteve 46,25% dos votos –, com 33 anos, tomou posse pela primeira vez como Presidente da Câmara Municipal de Alcochete, tornando-se, assim, o quinto presidente da Câmara Municipal eleito democraticamente, no contexto do Poder Local Democrático instituído pela Constituição da República Portuguesa , tendo sido posteriormente reeleito, como resultado das eleições autárquicas realizadas em 11 de Outubro de 2009 e em 29 de Setembro de 2013, com 52,42 % e 58,23 % dos votos, tendo sido estes últimos resultados – que, em termos de número de mandatos, representou para a CDU 5, para o Partido Socialista 1 e para o CDS-PP 1 – dos mais expressivos da história eleitoral autárquica do Concelho de Alcochete.

### Programa político
Durante os 12 (doze) anos correspondentes aos três mandatos consecutivos exercidos, Luís Miguel Franco protagonizou e implementou medidas políticas conducentes a um incremento e desenvolvimento da participação na vida pública e política no concelho, adoptanto mecanismos de participação enquanto instrumentos de cidadania progressivamente activa e informada, aproximando, consequentemente, os cidadãos dos decisores e, igualmente, das decisões políticas, sendo exemplos paradigmáticos as reuniões descentralizadas da Câmara Municipal nas freguesias do Samouco e de S. Francisco e, no âmbito territorial da Freguesia de Alcochete, no Bairro do Valbom e nos lugares do Passil e da Fonte da Senhora e as reuniões de participação dos cidadãos ao nível do processo de revisão do Plano Director Municipal e de elaboração do “Alcochete 2030: Visão e Estratégia”.
Durantes esses três mandatos, que, não obstante coincidirem com a mais profunda e grave crise económica, financeira e social mundial, desde a Grande Depressão de 1929 –  que esteve na génese de um resgaste financeiro ao Estado Português, protagonizado pelo Banco Central Europeu, Fundo Monetário Internacional e Comissão Europeia, conjunto de entidades que integraram o léxico português e europeu através da designação troika –, foram implementadas medidas políticas e realizadas obras e acções de relevo e alcance no Concelho de Alcochete, nas variadas áreas de actuação da Câmara Municipal, quer através de recursos próprios, quer mediante o aproveitamento dos interesses, sinergias, oportunidades e parcerias com outras entidades integrantes da esfera pública e do tecido económico privado.

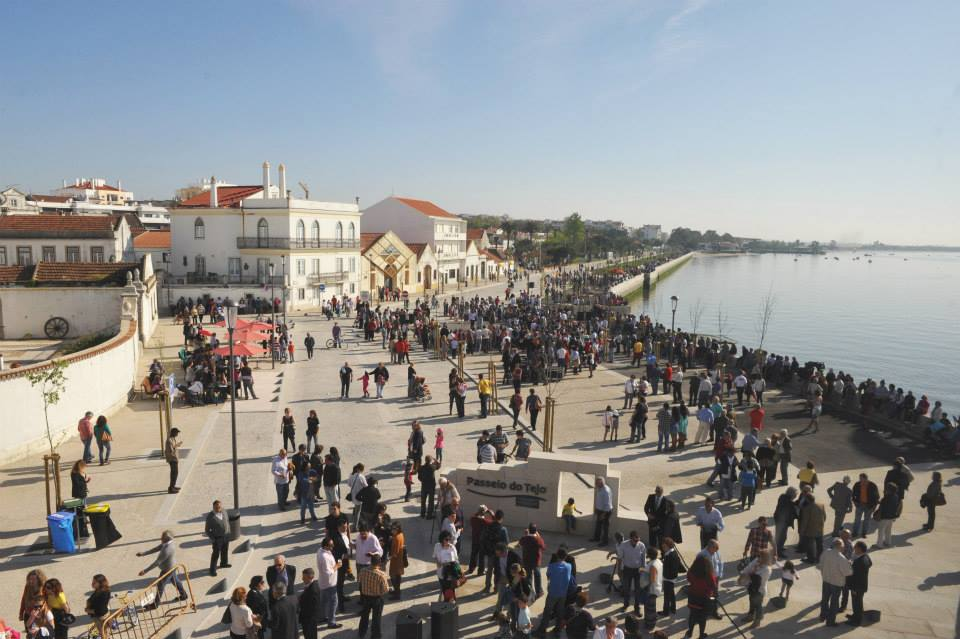
Inauguração do "Passeio do Tejo", que correspondeu a uma das componentes integrantes da Primeira Fase de Requalificação da Frente Ribeirinha da Vila de Alcochete.

No domínio da Regeneração Urbana, merecem destaque as obras de requalificação da frente ribeirinha, em que, incluindo a Rua do Norte, o Largo João da Horta e o Largo da Misericórdia, o Passeio do Tejo – que teve subjacente uma parceria com a Administração do Porto de Lisboa, que integrou, ainda, a Ponte-Cais da Vila –, que alterou a configuração do concelho, porquanto consistiu, para além da componente paisagística, na deslocação da muralha ribeirinha da Avenida D. Manuel I em quinze metros sobre o Rio Tejo e que se assume, actualmente, como um potenciador do recreio e do lazer, da visitação turística e da actividade económica local.
A regeneração urbana e a requalificação do espaço público foram, aliás, traduziram medidas políticas transversais, que se materializaram nos três mandatos de Luís Miguel Franco como Presidente da Câmara Municipal, razão pela qual merecem ainda referência obras de requalificação dessa natureza que incidiram sobre a Praça da República, no Samouco, o Parque de Merendas, na Fonte da Senhora, a primeira fase de construção dos arruamentos e do largo, no Passil, da Praia dos Moinhos e do Núcleo D, sem esquecer as relacionadas com incentivos fiscais aos proprietários para a reabilitação de prédios devolutos, em ruínas ou em estado de degradação, integrados nas áreas de reabilitação urbana que foram definidas pelo Município.
As construções do Centro Escolar de S. Francisco, da Extensão do Samouco do Centro de Saúde de Alcochete, do Parque de Recreio e Lazer do Valbom, da Biblioteca Municipal e do Bote Leão, associadas a políticas de promoção da cultura e do desporto e de apoio à produção cultural, desportiva e de recreio pelo movimento associativo, foram igualmente traduções materiais dos mandatos de Luís Miguel Franco, que tiveram subjacente outra das medidas de implementação transversal: a promoção de um planeamento de desenvolvimento do Concelho.
Nas eleições autárquicas realizadas no dia 1 de Outubro de 2017, o Partido Socialista torna-se o partido mais votado no Concelho de Alcochete, conseguindo maiorias relativas na Assembleia Municipal, Câmara Municipal, Assembleia de Freguesia de S. Francisco e Junta de Freguesia de S. Francisco.
Luís Miguel Franco, que havia sido o primeiro candidato da Coligação Democrática Unitária na lista para a Assembleia Municipal de Alcochete , renuncia ao seu mandato como membro da Assembleia Municipal, não tomando posse no dia 23 de Outubro de 2017.

### Outras funções políticas exercidas
No decurso desse período de 12 (doze) anos de exercício de funções enquanto Presidente da Câmara Municipal de Alcochete, Luís Miguel Franco exerceu, ainda e cumulativamente, em diversos e distintos momentos, entre outras, as funções de Vice-Presidente do Conselho Directivo da Associação Nacional de Município Portugueses (de 23 de Junho de 2008 a 13 de Dezembro de 2009), Conselheiro do Conselho Geral desta associação (de 23 de Novembro de 2013 até ao dia 9 de Dezembro de 2017), Presidente da Mesa da Assembleia Intermunicipal da Associação de Municípios da Região de Setúbal (de Dezembro de 2005 a 18 de Outubro de 2013), Presidente do Conselho Estratégico da Reserva Natural do Estuário do Tejo (de 16 de Dezembro de 2013 a 23 de Outubro de 2017), Conselheiro do Conselho Consultivo do Tribunal Judicial da Comarca de Lisboa (durante todo o mandato 2013-2017) e membro da Junta Metropolitana e do Conselho Metropolitano da Área Metropolitana de Lisboa.